# Gymnothorax cephalospilus
Gymnothorax cephalospilus är en fiskart som beskrevs av Böhlke och Mccosker 2001. Gymnothorax cephalospilus ingår i släktet Gymnothorax och familjen Muraenidae. Inga underarter finns listade i Catalogue of Life.